# Kim Shattuck
Kim Shattuck, właśc. Kimberly Dianne Shattuck (ur. 17 lipca 1963 w Burbank, zm. 2 października 2019 w Los Angeles) – amerykańska wokalistka, gitarzystka, kompozytorka, członkini zespołów The Muffs, The Pandoras, The Beards, Pixies, NOFX. W latach 1985–1990 była członkiem The Pandoras. W 2001 roku była piosenkarką, gitarzystką i autorką piosenek dla The Beards, popowego projektu pobocznego złożonego z Shattucka, Lisy Marr i Sherri.

## Kariera
Shattuck nagrała piosenkę z zespołem NOFX pt. „Lori Meyers” na płycie Punk in Drublic, a także piosenkę „Always Always Remember You (That Way)”, która została dołączona do singla „My Wena”. Współpracowała również z wokalem piosenki Kepi Ghoulie „This Friend of Mine” na płycie American Gothic i The Dollyrots przy utworze „Some Girls” z albumu A Little Messed Up. Shattuck to imiennik Dr. Shattuck, postaci z Mr. Show (HBO, 1995–1999).
Shattuck dołączyła do zespołu Pixies na ich europejskiej trasie koncertowej w 2013 roku, po odejściu pierwszego członka Kim Deal. Pod koniec trasy, pod koniec listopada 2013 roku została zwolniona przez zespół.
Shattuck uczestniczyła w spotkaniu z The Pandoras 4 lipca 2015 roku w Burger Boogaloo w Oakland w Kalifornii. Chociaż grała na basie i śpiewała chórki w zespole The Pandoras, była główną wokalistką i gitarzystką podczas zjazdu z powodu śmierci głównej wokalistki i gitarzystki Pandoras, Pauli Pierce w 1991 roku.
Zmarła 2 października 2019 roku wskutek nieuleczalnej choroby ALS w wieku 56 lat.